# إجازات الربيع
إجازات الربيع (بالإنجليزية: Spring Breakers)‏ هو فيلم كوميدي أُصدر في الولايات المتحدة الأمريكية سنة 2012. وهذا الفيلم من بطولة جيمس فرانكو وسيلينا غوميس وفانيسا هادجنز وأشلي بينسون وراشيل كورين.

## القصة
تدور أحداث الفيلم حول أربع فتيات تقررن قضاء إجازة الربيع في فلوريدا، لكن المال الذي جمعوه لا يكفيهم فيقررن سرقة أحد المطاعم هناك، وبينما هم في فلوريدا تداهم الشرطة أحد الحفلات التي يحضرنها ويتم القبض عليهن، لكن يتطوع تاجر مخدرات ويخرجهن من السجن مقابل اشتراكهن في بعض الأعمال المشبوهة الخاصة به.

## الميزانية والإيرادات
بلغت تكلفة إنتاج الفيلم حوالي 5 ملايين دولار بينما حقق أرباحا تقدر بـ 31,724,284 دولار.

## روابط خارجية
- إجازات الربيع على موقع IMDb (الإنجليزية)
- إجازات الربيع على موقع ميتاكريتيك (الإنجليزية)
- إجازات الربيع على موقع روتن توميتوز (الإنجليزية)
- إجازات الربيع على موقع نتفليكس (الإنجليزية)
- إجازات الربيع على موقع قاعدة بيانات الأفلام العربية
- إجازات الربيع على موقع ألو سيني (الفرنسية)
- إجازات الربيع على موقع Turner Classic Movies (الإنجليزية)
- إجازات الربيع على موقع أول موفي (الإنجليزية)
- إجازات الربيع على موقع بوكس أوفيس موجو (الإنجليزية)
- إجازات الربيع على موقع فيلمافينيتي (الإسبانية)